# PSO J318.5-22

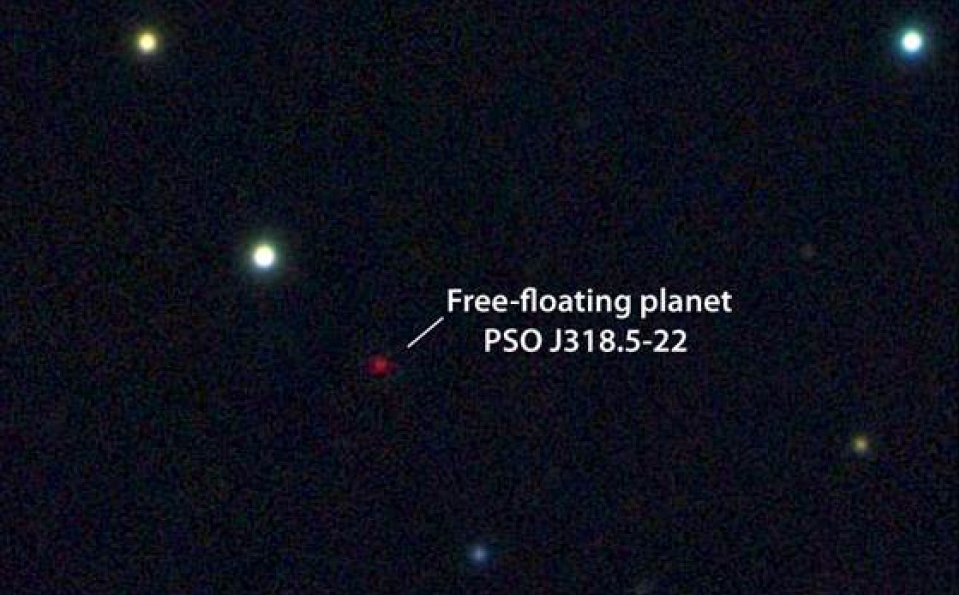
Imagen del TELESCOPIO Pan-STARRS1 del planeta interestelar PSO J318.5-22, en la constelación de Pictor. Crédito: N. Metcalfe y el Consorcio de Ciencia Pan-Starrs 1

PSO J318.5-22 es un planeta interestelar o un gigante gaseoso de clasificación estelar L7, descubierta en 2013 al analizar las imágenes tomadas por el telescopio Pan-STARRS (PS1).
Su edad se estima en 12 millones de años y se encuentra a 24.6 parsecs (80,2 años luz) de la Tierra, en el grupo estelar Beta Pictoris. Es el primer objeto descubierto que flota libremente, sin ninguna estrella asociada, por el espacio, y posee los colores, las magnitudes, espectro, luminosidad y masa superior a la de los jóvenes planetas de polvo descubiertos por imagen directa alrededor de HR 8799.
Tiene temperaturas estimadas dentro de sus nubes que exceden los 800 C. Las nubes se componen de polvo caliente y hierro fundido, este descubrimiento demuestra lo común de las nubes en los planetas y objetos tipo planetas.